# Euphorbia spartiformis
Euphorbia spartiformis är en törelväxtart som beskrevs av Mobayen. Euphorbia spartiformis ingår i släktet törlar, och familjen törelväxter.
Artens utbredningsområde är Iran. Inga underarter finns listade i Catalogue of Life.